# 폰스 히크만

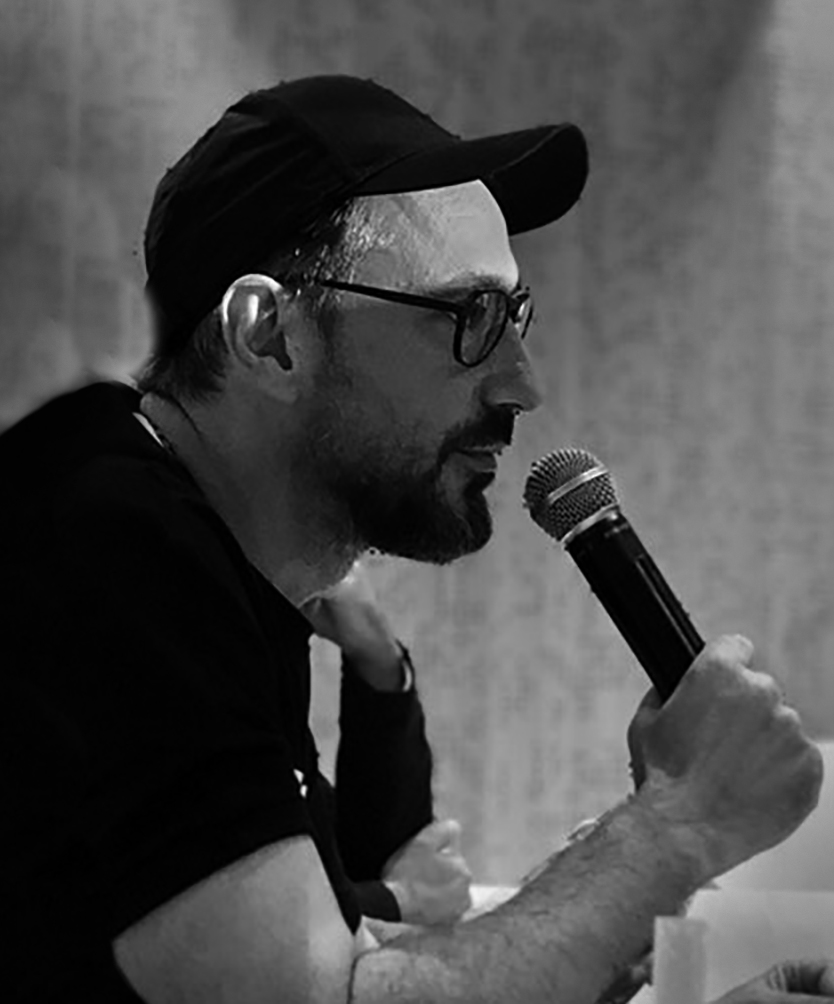
폰스 히크만, 디자인 썸머 컨퍼런스, 2019년 중국 항저우

폰스 히크만(독일어: Fons Hickmann, 1966년- , 독일 함 Hamm 출생)은 독일의 그래픽 디자이너, 타이포 그래피 디자이너이며 작가이자 베를린 예술대학교의 교수이다.
히크만은 독일 뒤셀도르프 응용과학대학교에서 사진을 전공하였고, 부퍼탈 대학교에서 미학과 미디어이론을 전공하였다. 히크만이 수장으로 있는 베를린의 디자인 스튜디오 폰스 히크만 M23은 전반적인 커뮤니케이션 시스템, 코퍼레이트 디자인과 책, 포스터, 매거진, 웹디자인과 같은 다양한 매체의 디자인을 중점으로 한다.

## 생애
그의 디자인 스튜디오 폰스 히크만 M23은 2001년 세계적인 해양레저 축제인 독일 키엘위크의 코퍼레이트 아이덴티티 공모전 키엘러보헤(Kieler Woche)에 당선 되었다. 그 외에도 그의 작품들은 다양한 국제 디자인 비엔날레에 대표적으로 초청 되었다.
폰스 히크만은 2007넌까지 빈 응용미술대학교에서 정교수로 재직 하였고, 2007년 여름 학기부터는 독일의 베를린 예술대학교의 조형학부 그래픽 디자인, 커뮤니케이션 디자인 학과의 교수를 맡았다. 그 이전에는 독일의 에센과 도르트문트의 대학교에서도 강의를 하였다.
뉴욕의 타입 다이렉터스 클럽, 국제 그래픽 연맹(AGI), 독일 아트 디렉터스 클럽의 회원이기도 한 히크만은 2006년부터 2012년까지 독일 브레머하펜의 디자인 연구소의 간부를, 2012년부터 2014년까지 독일 연방공화국의 디자인상의 심사위원을 역임 하였으며, 2018년부터 100 베스테 플라카테 연합의 대표를 맡고 있다.
히크만이 다른 열명의 독일 디자이너들과 함께 활동한 독일을 위한 11명의 디자이너는 미디어의 큰 호응을 이끌며 공공사회에 그래픽 디자인의 인식을 높였으며 2006년 독일 월드컵의 바람직 하지 못한 공식 로고의 사용 저지를 촉구하는 등 다양한 활동을 하였다. 히크만의 전문적인 축구 지식은 2014년에 출간된 출판물 모든 시대의 최고의 경기 - 100년 축구 역사의 분당 프로토콜 (Das Beste Spiel aller Zeiten – ein Minutenprotokoll aus 100 Jahren Fußballgeschichte)에 축적되어 있다.
폰스 히크만과 그의 스튜디오는 세계의 첫 그래픽디자인을 위한 박물관인 네덜란드 브레다의 그래픽 디자인 뮤지엄(Graphic Design Museum)의 개관 전시에 초빙 되었다. 그래픽 디자인의 유럽 챔피온 쉽 전시는 2008년 6월 11일에 네덜란드 베아트릭스 여왕의 등장과 함께 개최되었다. 베를린에 위치한 그의 그래픽 디자인 스튜디오 폰스 히크만 M23은 러시아 모스크바 골든 비 어워드(Golden Bee Award Moskau)를 포함한 iF 어워드, 독일, 유럽, 미국의 아트 디렉터스 클럽, 리드어워드, 요제프 빈더 어워드 등 세계 여러 곳에서 200개가 넘는 주요 상을 받았다. 히크만의 모든 작품들은 2012년 슬로바키아의 트르나바 트리날레에서 마스터스 아이 어워드 (Master’s Eye Award)상을 수여 받는 영예를 안기도 하였다.
그 외에도 폰스 히크만은 사진에서부터 미디어이론을 넘어 축구와 대중문화까지 이르는 여러 학문 분야의 전공서적 출판에 점점 더 전념하고 있다.

## 관련 작품
폰스 히크만이 쓰거나 폰스 히크만에 대한 출판물
- Morgen und davor – 100 Arbeiten aus 10 Jahren Klasse Hickmann, Pascal Kress, Fons Hickmann (Hrsg.) 헤르만 슈미트 출판사 (Verlag Hermann Schmidt) 2017, ISBN 978-3-87439-888-6
- Anschlag Berlin – Zeitgeistmedium Plakat. Hickmann, Lindhorst-Emme (Hrsg.) 젤트만+죄네 출판사 (Verlag Seltmann+Söhne) 베를린 2015, ISBN 978-3-944721-56-9
- Das Beste Spiel aller Zeiten. Büsges, Gehrs, Hickmann (Hrsg.) 카인 & 아버 출판사 (Kein & Aber Verlag) 취리히 2014, ISBN 978-3-0369-5700-5
- Ästhetik & Kommunikation. Als Ob – Produktive Fiktionen. Galling-Stiehler, Haebler, Schulz, Hickmann (Hrsg.) 2014, ISBN 978-3-00-044911-6
- Liebeslexikon. Hickmann, Morlok, Conrads (Hrsg.), 헤르만 슈미트 출판사 (Verlag Hermann Schmidt), 마인츠 2016, ISBN 978-3-87439-879-4
- Taschenlexikon der Angst. Hickmann, Barber, Wagenbreth (Hrsg.), 헤르만 슈미트 출판사 (Verlag Hermann Schmidt), 마인츠 2012, ISBN 978-3-87439-842-8
- Beyond Graphic Design – Klasse Fons Hickmann. 헤르만 슈미트 출판사 (Verlag Hermann Schmidt) 2007, ISBN 978-3874397414
- Fons Hickmann – Touch Me There. 디 게슈탈텐 출판사 (Die Gestalten Verlag), 베를린/런던 2005, ISBN 3-89955-079-X
- Fons Hickmann & Students. Hesign China Youth Press 2004, ISBN 7-5006-5665-3
- Displace yourself_! Unrealized Material by Fons Hickmann. 빈 2002
- Parallelwelten. Fons Hickmann (Hrsg.) 디 게슈탈텐 출판사 (Die Gestalten Verlag), 베를린/런던 2000 ISBN 3-931126-51-X

## 참고 문헌
폰스 히크만의 사진 및 문장을 내포하는 출판물
- Von erfolgreichen Designer lernen. 갈릴레오 출판사 (Galileo Press) 2014, ISBN 978-3-8362-2540-3
- Ulmer Gespräche: Fons Hickmann - Pop Politics. IFG Ulm, Regula Stämpfli, Epubli Verlag 2012 ISBN 978-3-8442-2636-2
- New Masters of Poster Design. John Foster, Rockport Publishers 2008 ISBN 978-1592534340
- 5 × Berlin. Designfestival Chaumont. 피라미드 출판사 (Pyramid Press), Paris 2006, ISBN 2-35017-035-7
- 100 Beste Plakate, KEINE KUNST - NO ART. 헤르만 슈미트 출판사 (Verlag Hermann Schmidt), 마인츠 2006, mit Texten von Hickmann, Troxler, Werner ISBN 978-3874397032
- Black & White Graphics. Gingko Press, Corte Madera 2004, S. 8–9 und 134–139
- Graphic Design for the 21st Century. 타셴 출판사 (Taschen Verlag), 쾰른 2003, S. 266–271
- AREA. 파이돈 출판사 (Phaidon Press), 뉴욕 2003, S. 140–143